# Video Killed the Radio Star
„Video Killed the Radio Star” este un cântec al formației britanice de muzică synthpop/New Wave The Buggles, lansat ca single de debut la 7 septembrie 1979, de către Island Records. Cântecul amintește de „zilele de aur” ale radioului, descriind un cântăreț a cărui carieră a fost întreruptă de televiziune. Cântecul a fost pe primul loc în clasamentele mai multor țări și a dat naștere la coveruri din partea altor artiști. A fost primul videoclip muzical difuzat la MTV în SUA la ora 12:01am în ziua de 1 august 1981. Cântecul a fost clasat pe locul 40 de VH1 în clasamentul 100 Greatest One-Hit Wonders of the 80's. întocmit de Paula Wolford.